# Лужки (Меленковский район)
Лужки́ — деревня в Меленковском районе Владимирской области. Входит в Тургеневское сельское поселение.

## Транспортная система
Разветвление на нижнюю и верхнюю дороги.

## Название
Бывшее название — Кошкинка.

## География
Климат
Климат умеренно континентальный. Лето теплое. Зима в меру холодная. Ярко выражены весна и осень. Массы морского (часто полярного) холодного воздуха чаще всего достигают наших мест уже преобразованными в умеренно холодные. И все же вторжением арктических масс воздуха обусловлены резкие понижения средних температур во все сезоны года.
Природные ресурсы
В окрестностях деревни произрастает широкое разнообразие видов сосудистых растений. В километровой отдаленности населённый пункт окружен смешанными лесами. Также в местном лесу произрастает множество видов питательных и съедобных грибов.
Ориентиры
- В 1 км к востоку находится деревня Тургенево, которая является административным центром Тургеневского сельского поселения.
- В 1 км к северу протекает река Райна, впадающая в реку Мокрая. За ней начинается Комшиловский лес, расположенный на территории урочища Комшилово.
- В 800 м к востоку река Мокрая, ранее имевшая русло, параллельное деревне, делает резкий поворот на север. За ней находится лес Муховец, частично расположенный на урочище Косиково.
- Южная граница деревни проходит по реке Мокрая.
- В 600 м к югу расположено местное кладбище.

## Дичь
Лиса, утка, кролики, курапатка, перепелка, ранее водились бобры.

## История
В конце XIX — начале XX века деревня называлась Кошкинка и входила в состав Тургеневской волости Меленковского уезда, с 1926 года — в составе Усадской волости Муромского уезда. В 1926 году в деревне числилось 173 двора.
С 1929 года деревня являлась центром Кошкинского сельсовета Ляховского района, с 1954 года — в составе Верхозерского сельсовета, с 1959 года — в составе Тургеневского сельсовета, с 1963 года — в составе Меленковского района, с 2005 года — в составе Тургеневского сельского поселения.

## Население
| 1859 | 1905 | 1926 | 2002 | 2010 | 2021 |
| ---- | ---- | ---- | ---- | ---- | ---- |
| 435  | ↗692 | ↗843 | ↘11  | ↘5   | ↗21  |

## Известные люди

### Семён Васильевич Шилов

Родился 17 апреля 1910 года в деревне Кошкинка, Лужки Меленковского района Владимирской области. В 1928 году окончил 7 классов неполной средней школы в городе Муроме. Работал слесарем на Муромском паровозостроительном заводе. Затем два года трудился на Урале.
В 1932—1934 годах проходил действительную службу в Красной Армии. После окончания службы несколько лет работал на Челябинском тракторном заводе, а потом возвратился в Муром на паровозостроительный завод. В апреле 1942 года был вновь призван в армию Муромским райвоенкоматом. С октября того же года участвовал в боях с захватчиками на Южном, 4-м Украинском и 2-м Прибалтийском фронтах. Был дважды ранен, имел контузию, награждён двумя орденами Красной Звезды. Член ВКП/КПСС с 1943 года.
Окончил Рязанское военное пехотное училище. Был командиром стрелкового взвода, стрелковой роты. К лету 1944 года лейтенант Шилов — командир взвода 3-го мотострелкового батальона 26-й мотострелковой бригады. Особо отличился в боях на территорииЛитовской ССР.
10 августа 1944 года во время атаки, в критическую минуту боя, лейтенант Шилов возглавил роту вместо раненого командира, сумел увлечь за собой бойцов. В результате рукопашной схватки противник был выбит из траншей и населённый пункт был освобождён. Противники оставил на поле боя свыше пятидесяти убитых. После этого боя лейтенант Шилов продолжал командовать ротой.
5 октября 1944 года после форсирования нашими войсками реки Вянты противник отступил на хорошо укрепленные позиции на западном крутом берегу реки Вирвичай. Рота Шилова на машинах стремительно преследовала авангард противника, сметая вражеские заслоны. Подошедшие советские части встретили сильный ружейно-пулеметный и артиллерийский огонь. Шилов быстро спешил бойцов, во главе роты бросился в воду, опережая отступающих немцев, и буквально «на плечах» фашистов ворвался в укрепления врага. В рядах противника началась паника. Не обращая внимания на ружейно-пулемётный огонь с флангов и тыла, лейтенант Шилов двинулся с ротой вперед, расширяя захваченный плацдарм, территория которого составила 2 км, и сумел закрепиться. В этом бою рота лейтенанта Шилова захватила 8 исправных бронетранспортеров, самоходное орудие «Артштурм» и 4 станковых пулемёта, уничтожив при этом свыше 70 фашистов. Эти действия сыграли решающую роль в развитии успеха наступления наших частей, с захваченного плацдарма затем наступала вся бригада.
Указом Президиума Верховного Совета СССР от 24 марта 1945 года за образцовое выполнение заданий командования и проявленные мужество и героизм в боях с немецко-вражескими захватчиками лейтенанту Шилову Семёну Васильевичу присвоено звание Героя Советского Союза с вручением ордена Ленина и медали «Золотая Звезда».
В 1947 году старший лейтенант Шилов уволен в запас. Вернулся на родину. Работал бригадиром слесарей на фабрике им. Войкова в городе Муром. Скончался 1 августа 1967 года. Похоронен на Напольном кладбище города Муром.
Награждён орденами Ленина, Отечественной войны 2-й степени, двумя орденами Красной Звезды, медалями.

## Фотогалерея 2015 г.

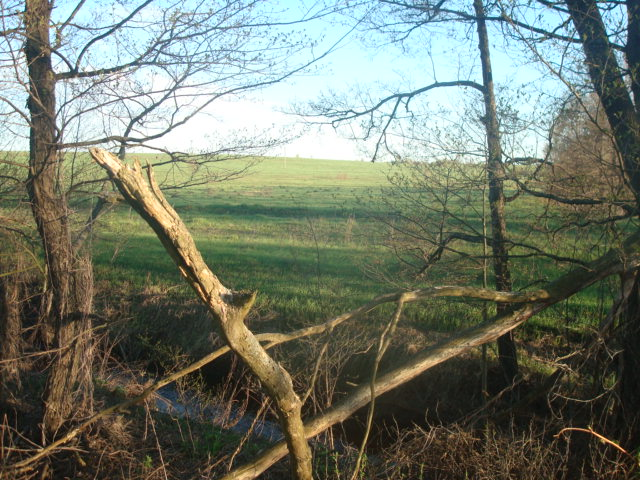

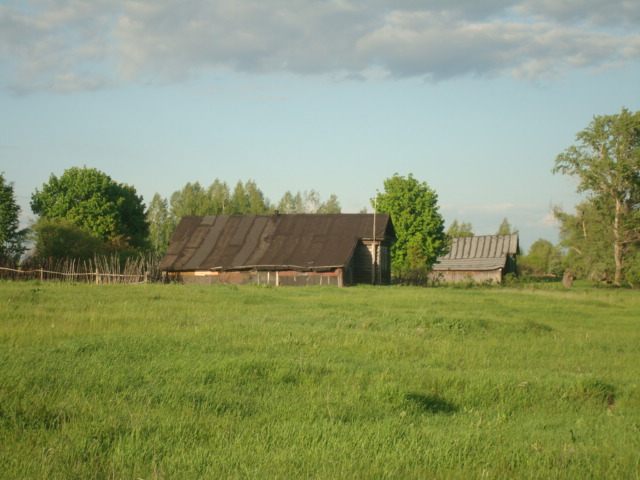

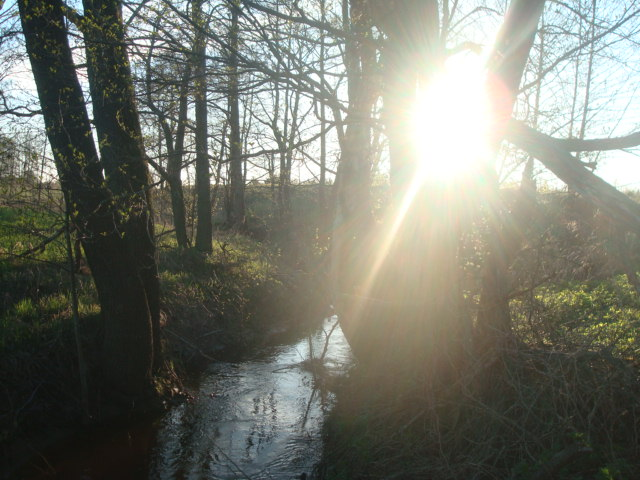

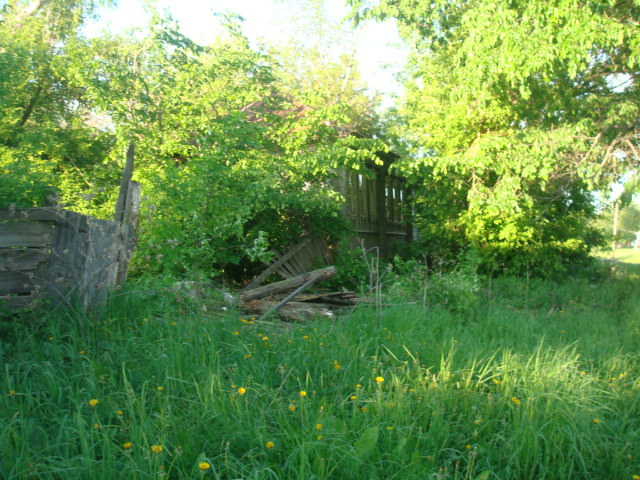

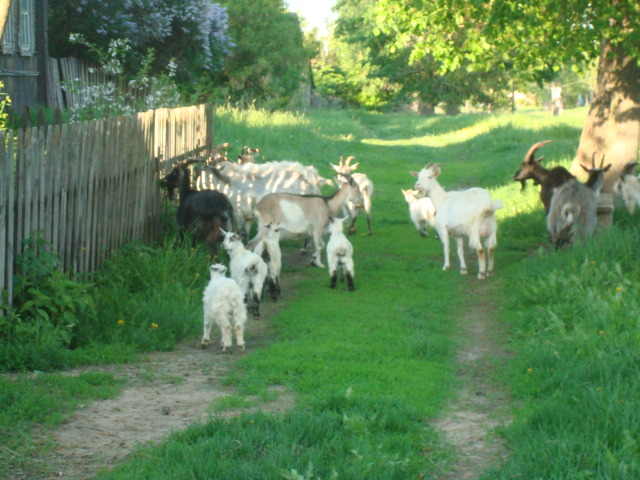

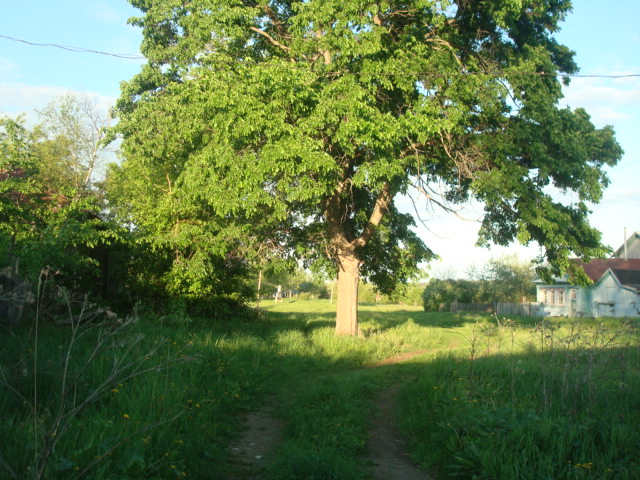

## Уличная сеть
В деревне Лужки имеется одна улица — Заречная.
- Общее количество домов: 39
- Из них:
  - Снесено: ≈ 8 (20%)
  - Заброшено: ≈ 6 (15%)